# Caipiras
Les Caipiras ou Caipires sont un groupe ethnique brésilien originaire de l'État de São Paulo,, également réparti principalement dans les États de Goiás, Minas Gerais, Mato Grosso, Mato Grosso do Sul et Paraná, et historiquement associé à la colonisation des régions montagneuses du Rio Grande do Sul et de Santa Catarina. Parmi les premiers Caipiras se trouvaient de nombreux descendants de juifs ayant émigré d'Espagne et du Portugal à la suite de l'Inquisition, constituant ainsi un peuple très présent à São Paulo entre le XVIe et le XVIIe siècle, dont il est l'une des principales ethnies d'origine.

## Étymologie
Certaines théories indiquent que le terme «caipira» vient de «ka'apir», qui signifie «coupeur de brousse» en langue tupi. Le terme a d'abord été utilisé par les Guaianases pour désigner les bandeirantes,, d'anciens explorateurs partis de São Paulo pour explorer l'arrière-pays à la recherche de métaux précieux.

## Caractéristiques phonétiques
Bien que dialecte caipira soit originaire de ville de São Paulo, la langue parlée dans la capitale s'en est fortement différencié, pour être aujourd'hui très proche du portugais standard, en incluant toutefois quelques éléments où se décèlent la lointaine influence de l'italien. Le dialecte caipira est surtout parlé dans l'intérieur de l'État.
Phonétiquement, les différences les plus importantes par rapport au portugais parlé au Brésil sont la consonne spirante alvéolaire voisée [ɹ] pour <rr>, et la fusion de /ʎ/ (écrit <lh> en portugais) dans la semi-voyelle /j/. La coda <l> est souvent modifié en [ɹ], au lieu du [w] utilisé dans la plupart du Brésil. Il y a d'autres changements importants, comme dans les exemples suivants:
| Portugais brésilien | Portugais brésilien        | Dialecte caipira | Dialecte caipira    | Français            |
| Prononciation       | Prononciation (IPA)        | Prononciation    | Prononciation (IPA) | Français            |
| ------------------- | -------------------------- | ---------------- | ------------------- | ------------------- |
| flor                | [ˈfloʁ]                    | frô              | [ˈfɾo]              | fleur               |
| falso               | [ˈfawsʊ]                   | farso            | [ˈfaɹso]            | faux                |
| melhor              | [meˈʎɔʁ]                   | mió              | [miˈjɔ]             | meilleur            |
| voar                | [vʊˈaʁ]                    | avuá             | [avʊˈa]             | voler               |
| você                | [voˈse]                    | ocê              | [oˈse]              | tu, vous            |
| ganhamos            | [ɡɐ̃ˈɲɐ̃mʊs] ou [ɡɐ̃ˈɲɐ̃mʊʃ]   | ganhemo          | [ɡɐ̃ˈɲɛmo]           | nous avons gagné    |
| voltamos            | [vowˈtɐ̃mʊs] ou [vowˈtɐ̃mʊʃ] | vortemo          | [voɹˈtɛmo]          | nous sommes revenus |
| bêbado              | [ˈbebadu]                  | beudo            | [ˈbewdo]            | ivre                |